# Veneno para el corazón
Veneno para el corazón es el 13º álbum de estudio grabado por la cantante y actriz española Ana Belén. Lanzado por el sello discográfico alemán Ariola Records el 25 de octubre de 1993, contó con la producción de Antonio García de Diego, Geoff Westley, Gerardo Núñez, Pancho Varona y Roberto Costa. Algunas canciones destacadas del álbum son "La mentira", que es un bolero escrito por Alvaro Carrillo y producido por Gerardo Núñez y Derroche escrita por Manuel Jiménez y producida por Roberto Costa, cabe mencionar que para este tema hay 2 versiones, una en solitario y otra con Juan Luis Guerra 4.40.

## Lista de Canciones
| Cara A |                                        |                                        |          |  |
| N.º    | Título                                 | Letras                                 | Duración |  |
| 1.     | «La Mentira»                           | Álvaro Carrillo                        | 3:04     |  |
| 2.     | «Derroche»                             | Manuel Jiménez                         | 3:44     |  |
| 3.     | «Quien Eres Tu "Why Can't You Behave"» | Cole Porter • Víctor Manuel            | 3:46     |  |
| 4.     | «Amor Sin Fronteras»                   | Manolo Tena • Jaime Asúa               | 4:06     |  |
| 5.     | «Negra Historia "Don't Fence Me In"»   | Cole Porter • Víctor Manuel (cantante) | 3:26     |  |
| 6.     | «Me Dice Ven»                          | Andrés Molina                          | 3:08     |  |

| Cara 2 |                                          |                                           |          |  |
| N.º    | Título                                   | Letras                                    | Duración |  |
| 1.     | «Qué Malo Eres»                          | Gloria Varona • José Nodar• Pancho Varona | 3:30     |  |
| 2.     | «Veneno Para El Corazón "It's Delovely"» | Cole Porter • Joaquín Sabina              | 3:05     |  |
| 3.     | «Quiero Estar A Solas»                   | Víctor Manuel (cantante)                  | 3:57     |  |
| 4.     | «Nadie Sabe»                             | Pedro Guerra                              | 4:29     |  |
| 5.     | «El Filo De La Noche»                    | Carlos Attias • Cybill Durango            | 4:22     |  |
| 6.     | «Basta Ya "You're The Top"»              | Cole Porter • Joaquín Sabina              | 3:21     |  |